# 角蠑螺
角蠑螺（学名：Turbo cornutus）为蠑螺科蠑螺屬下的一个种。

## 扩展阅读
- 維基物種上的相關：角蠑螺